# 第3艦隊 (アメリカ軍)

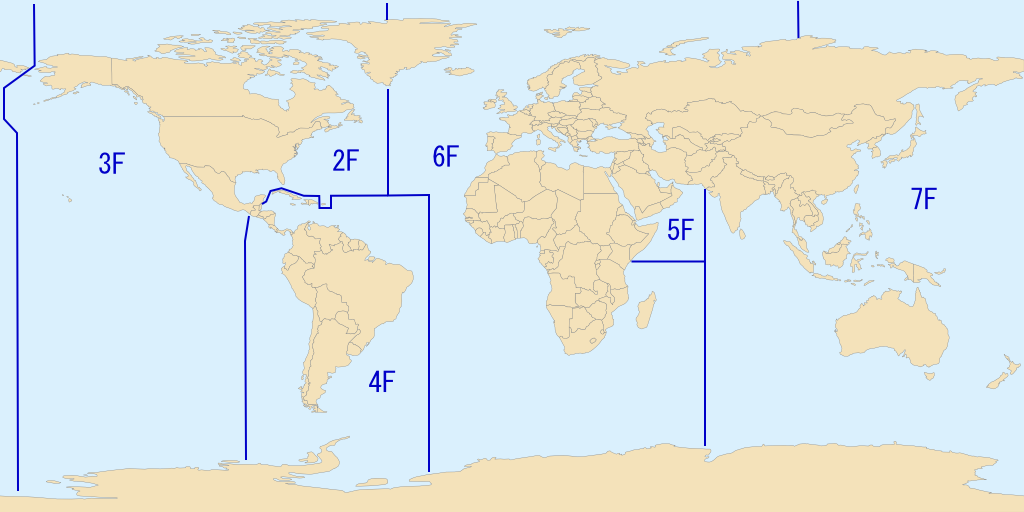
第3艦隊担当海域「3F」で示される海域（2009年現在）

第3艦隊（だい3かんたい、U.S. Third Fleet）は、アメリカ海軍の艦隊。国際日付変更線以東の東太平洋（第4艦隊担当の南米西岸海域を除く）を担当海域とする。司令部はカリフォルニア州サンディエゴ、ロマ岬の海軍基地に置かれている。
国際日付変更線以西の西太平洋・インド洋（中東地域を除く）を担当海域とする第7艦隊とともに、アメリカ太平洋艦隊を構成し、その指揮を受ける。アメリカ近海においては、艦隊総軍の指揮を受ける場合もある。
第7艦隊や中東地域を担当する第5艦隊に、航空母艦を始めとする艦艇をローテーションで派出していて、派出された艦艇は担当海域によって第3艦隊から第7艦隊、または第5艦隊へ指揮権が移る。

## 沿革
1943年3月のアメリカ海軍編成替えで、ウィリアム・ハルゼー大将の指揮する南太平洋部隊が改編されて、第3艦隊となる。
太平洋戦争中、この艦隊をレイモンド・スプルーアンス大将が指揮する時には、第5艦隊と部隊名を変更した。
太平洋戦争終結後の1945年10月7日に、一旦解隊される。
1973年2月1日、太平洋艦隊の再編により復活し（この際に、1946年から存在した第1艦隊が統合された）、司令部はハワイ州のフォード島に置かれる。
1986年11月26日には、司令部が陸上から旗艦「コロナド」(USS Coronado, AGF-11)へ移される。
2003年9月に、司令部は旗艦「コロナド」からカリフォルニア州サンディエゴにあるポイント・ロマ海軍基地へと、再度陸上に移される。
2015年に、司令官のノラ・タイソン中将やその他の関係者は、第3艦隊が西太平洋への関与を深めていくことを示唆している。

## 所属任務艦隊
第3艦隊は、所属任務艦隊（タスクフォース）により構成されている。第3艦隊隷下タスクフォースは30番台で表記された「CTF-3x」が付与されCTF(Commander, Task Force)付で呼ばれている。
第30任務部隊 (Task Force 30, CTF-30)
第3艦隊戦闘部隊 (3rd Fleet Battle Force)
第31任務部隊 (Task Force 31, CTF-31)
第3艦隊戦闘支援部隊 (3rd Fleet Combat Support Force)
第32任務部隊 (Task Force 32, CTF-32)
第3艦隊哨戒部隊 (3rd Fleet Patrol and Reconnaissance Force)
第33任務部隊 (Task Force 33, CTF-33)
第3艦隊兵站支援部隊 (3rd Fleet Logistics Support Force)
第34任務部隊 (Task Force 34, CTF-34)
第3艦隊潜水艦部隊 (3rd Fleet Submarine Force)
第35任務部隊 (Task Force 35, CTF-35)
第3艦隊水上戦部隊 (3rd Fleet Surface Combatant Force)
第36任務部隊 (Task Force 36, CTF-36)
第3艦隊上陸部隊 (3rd Fleet Landing Force)
第37任務部隊 (Task Force 37, CTF-37)
第3艦隊揚陸部隊 (3rd Fleet Amphibious Force)
第39任務部隊 (Task Force 39, CTF-39)
第3艦隊空母打撃部隊 (3rd Fleet Carrier Strike Force)